# Marcelo (football, 1988)
Pour les articles homonymes, voir Marcelo, Vieira da Silva, Vieira et Silva.
Marcelo Vieira da Silva Júnior, plus couramment appelé Marcelo ou Marcelo Vieira, né le 12 mai 1988 à Rio de Janeiro au Brésil, est un footballeur international brésilien ayant évolué au poste d'arrière latéral gauche.
Il possède également la nationalité espagnole depuis 2011.
Formé à Fluminense, Marcelo est transféré en janvier 2007 au Real Madrid où il succède à son compatriote Roberto Carlos au poste de latéral gauche. Avec les Merengue, il remporte notamment six fois le championnat d'Espagne, cinq fois la Ligue des champions et devient l'un des meilleurs défenseurs du monde. En 2021, il est nommé capitaine du Real Madrid, devenant ainsi le premier joueur étranger à hériter du brassard depuis 1904, tout en perdant progressivement sa place au profit de Ferland Mendy. Il dispute ensuite une saison à l'Olympiakós en Grèce avant de retourner dans son club formateur au Brésil où il gagne la Copa Libertadores en 2023.
Avec l'équipe du Brésil, Marcelo remporte la Coupe des Confédérations 2013 et dispute les Coupes du monde 2014 et 2018. Il possède également une médaille d'argent et de bronze remportées avec les U23 lors des Jeux de 2008 et 2012. Avec la Seleçao, il compte 6 buts et 58 sélections de 2006 à 2018.

## Biographie

### Débuts
Ayant commencé à jouer au futsal à 9 ans, il est repéré à 13 ans par le club du Fluminense FC. Venant d'un milieu très pauvre, il avait envisagé de quitter le football mais son club qui le considérait comme un de ses joyaux lui assura qu'il devait continuer ce sport.

### Real Madrid (2007-2022)
En novembre 2006, le quotidien sportif espagnol Marca annonce la venue du latéral gauche au Real Madrid pour un montant estimé à 6,5 millions d'euros. Rejoignant le club madrilène au « mercato d'hiver », Marcelo fait ses débuts comme remplaçant lors de la défaite 2-0 contre le Deportivo La Corogne. Le 14 avril 2007, il est pour la première fois titulaire lors du match contre le Racing Santander (défaite 2-1).

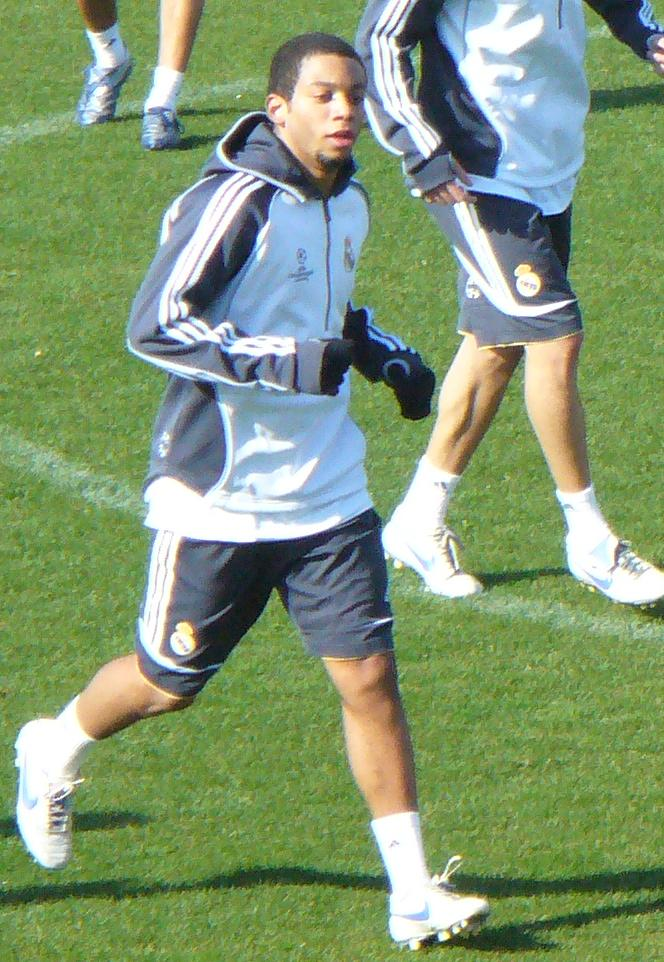
Marcelo à l'entraînement avec le Real Madrid.

Lors de l'annonce de l'arrivée au club de Marcelo, le président du Real Madrid, Ramón Calderón, déclare que Marcelo était « une recrue importante » et qu'il était « un joueur très jeune qui allait donner de la fraîcheur et de la joie au club » (es una incorporación importante, es un chico muy joven que va a dar frescura y alegría al club). Il ajouta qu'il était « très heureux » parce que Marcelo est « une perle que convoitait la moitié de l'Europe » (Nosotros estamos muy contentos porque era una perla que quería media Europa).
Au début de la saison 2007-2008 Bernd Schuster le titularise très souvent au poste de latéral gauche, le poste laissé vacant par Roberto Carlos (parti en juin 2007 à Fenerbahçe). Marcelo réalise des performances prometteuses pour son âge. Ce poste ne lui convient pas et il est de nombreuses fois sifflé par le public de Santiago Bernabeu. Avec le départ de Bernd Schuster et l'arrivée de Juande Ramos, il commence à un poste qui lui convient mieux, celui de milieu gauche. Il réalise de bonnes performances, marque deux buts et réalise plusieurs passes décisives et reconquiert le cœur des supporters merengues.
Il est un titulaire indiscutable dans le onze de Manuel Pellegrini qui le fait évoluer le plus souvent au poste de latéral gauche malgré ses lacunes défensives.
Au début de la saison 2010-2011, il est aussi le titulaire au poste de sous les ordres de José Mourinho où il s'améliore énormément et améliore son jeu, notamment en défense. Le 26 février 2011, contre le Deportivo La Corogne, il joue son 150e match sous les couleurs du Real Madrid.
Durant la saison 2011-2012 il est un peu moins solide défensivement, mais son apport offensif reste toujours aussi impressionnant. Il reste considéré comme l'un des meilleurs latéraux gauches en Europe. Malgré l'arrivée de Fábio Coentrão il semble avoir la préférence de son entraîneur comme l'atteste le nombre de matchs qu'il a disputé. Après avoir manqué le match aller perdu face au Bayern et El Clásico dans lequel son équipe s'impose, il fait son retour dans le onze de départ lors de la demi-finale de Ligue des champions retour perdue aux tirs au but contre les Bavarois. Étant le plus frais physiquement, il sera l'auteur d'une jolie prestation. À la fois solide défensivement devant Arjen Robben et Philipp Lahm, il participe brillamment aux offensives et est l'auteur du centre sur Ángel Di María qui conduit à un penalty. Il fait également un rush impressionnant au cours de la deuxième mi-temps des prolongations en récupérant le ballon aux abords de sa surface et en effaçant trois joueurs munichois avant de faire une passe pour Gonzalo Higuaín signalé en position de hors jeu.
Marcelo remporte avec le Real Madrid la Supercoupe d'Espagne dès le début de la saison 2012-2013. S'il ne joue pas lors de la défaite 3-2 au Camp Nou, il est titulaire lors de la victoire de son équipe 2-1 au stade Santiago-Bernabéu. Le latéral brésilien se blesse pour trois mois à la mi-octobre et ne fait son retour qu'après la trêve hivernale. Lors de la finale de la Ligue des champions 2013-2014, contre l'Atlético Madrid, il marque le troisième but de son équipe (score final 4-1).
Marcelo remporte la Ligue des champions 2015-2016 puis récidive les deux saisons suivantes. Il apparaît extrêmement important pour le géant espagnol pendant cette période. En effet, l'évolution de Cristiano Ronaldo, qui va tendre vers un rôle davantage axial et se concentrer sur la finition, permettra au latéral d'avoir plus d'espace sur son flanc et donc d'animer le jeu du triple champion d'Europe grâce à sa capacité d'élimination et sa vision de jeu. Une des images phares de ce duo restera la rencontre face au Bayern Munich en quart de finale de la Champions League 2017, où il délivre le but du match à Cristiano face à Manuel Neuer après avoir éliminé les défenseurs allemands sur 60 mètres.
Lors de la saison 2021-2022, il remporte un nouveau doublé Liga/Ligue des Champions, cette fois ci avec la qualité de capitaine du club merengue. Il devient par la même occasion le joueur le plus titré de l'histoire du club avec 25 titres contre 23 pour l'ancien détenteur du record, Paco Gento. 
Après 16 ans sous le maillot madrilène, le Brésilien quitte le club car son niveau a considérablement baissé après la saison 2017-2018 et il n'est plus qu'un remplaçant.

### Olympiakós (2022-2023)
Sans club depuis la fin de son contrat au Real Madrid, Marcelo rebondit en Grèce du côté de l'Olympiakós pour une saison jusqu'en 2023 + une en option.
Marcelo a fait ses débuts avec l'Olympiakós lors d'une défaite à domicile contre Qarabag FK d'Azerbaïdjan sous le score de 3-0, dans un match valable pour la Ligue Europa. Marcelo est entré en jeu en seconde période en remplacement du milieu de terrain Bouchalákis à la 60ème minute de jeu.
Le 18 février 2023, il résilie son contrat avec l'Olympiakós, seulement cinq mois après son arrivée.

### Fluminense (2023-2024)
Le 24 février 2023, Marcelo fait son retour dans son club formateur, Fluminense FC seulement 6 jours après la résiliation de son contrat avec l'Olympiakós. Il s’engage jusqu’en 2025. Il remporte le 4 novembre 2023 la première Copa Libertadores de l'histoire de son club formateur. Il devient le 14ème joueur de l'histoire à avoir remporté la Ligue des Champions et la Copa Libertadores. Le 2 novembre 2024, la direction du club décide de le licencier à la suite d'une altercation avec son entraîneur en plein match.
Le 6 février 2025, le joueur annonce sa retraite de footballeur.

### En sélection nationale
Il participe à la Coupe du monde de football des moins de 20 ans 2007 qui se dispute au Canada.
Il est sélectionné pour les Jeux olympiques de Pékin en 2008 avec son équipe nationale. Il dispute tous les matchs, marque même un but, contribuant ainsi à la médaille de bronze.
Au Brésil, il est en concurrence avec Michel Bastos au poste de latéral gauche, mais il est le plus souvent préféré à ce poste en sélection, il est pratiquement toujours titulaire à ce poste. Malgré sa bonne saison 2009-2010 au Real Madrid, il n'est cependant pas retenu par le sélectionneur Dunga pour participer à la Coupe du monde 2010 en Afrique du Sud.
Le 12 juin 2014, lors du match d'ouverture de la Coupe du monde de football de 2014 opposant le Brésil à la Croatie, il inscrit un but contre son camp à la 11e minute de jeu, offrant le seul but croate du match. Le Brésil s'impose tout de même trois buts à un. Face à l'Allemagne en demi-finale, Marcelo et ses coéquipiers subissent une très lourde défaite sept buts à un. Il perd sa place de titulaire pour le match de la troisième place face aux Pays-Bas, perdu également sur le score de trois buts à zéro.
Il participe à la Coupe du monde 2018 mais se blesse en phase de poules ce qui ne l'empêchera pas de disputer le quart de finale contre la Belgique (défaite 2-1).
Lors de la Copa América 2019, Marcelo ne fut pas sélectionné par l'entraineur brésilien en raison de ses blessures. 

## Style de jeu
Marcelo a un style de jeu offensif. Considéré comme le successeur naturel de Roberto Carlos, il est dans la lignée des grand latéraux brésiliens particulièrement portés vers l'avant. Ses points forts sont sa technique (amortis, jeu à une touche, la conduite de balle...), sa vivacité, son jeu offensif, son pied gauche, sa polyvalence ou encore sa combativité.

## Statistiques

### Statistiques détaillées
| Saison                | Club                  | Championnat           | Championnat | Championnat | Championnat | Coupe(s) nationale(s) | Coupe(s) nationale(s) | Coupe(s) nationale(s) | Supercoupe | Supercoupe | Supercoupe | Compétition(s) continentale(s) | Compétition(s) continentale(s) | Compétition(s) continentale(s) | Compétition(s) continentale(s) | Supercoupe de l'UEFA | Supercoupe de l'UEFA | Supercoupe de l'UEFA | Coupe du monde des clubs | Coupe du monde des clubs | Coupe du monde des clubs | Ligue régionale | Ligue régionale | Ligue régionale | Total | Total | Total |
| Saison                | Club                  | Division              | M.          | B.          | P.d.        | M.                    | B.                    | P.d.                  | M.         | B.         | P.d.       | Comp.                          | M.                             | B.                             | P.d.                           | M.                   | B.                   | P.d.                 | M.                       | B.                       | P.d.                     | M.              | B.              | P.d.            | M.    | B.    | P.d.  |
| 2005                  | Fluminense            | Brasileirão           | 1           | 0           | 0           | 0                     | 0                     | 0                     | -          | -          | -          | -                              | -                              | -                              | -                              | -                    | -                    | -                    | -                        | -                        | -                        | -               | -               | -               | 1     | 0     | 0     |
| 2006                  | Fluminense            | Brasileirão           | 29          | 4           | 7           | 7                     | 2                     | 0                     | -          | -          | -          | CS                             | 2                              | -                              | -                              | -                    | -                    | -                    | -                        | -                        | -                        | 1               | -               | -               | 39    | 6     | 7     |
| Sous-total            | Sous-total            | Sous-total            | 30          | 4           | 7           | 7                     | 2                     | 0                     | -          | -          | -          | -                              | 2                              | -                              | -                              | -                    | -                    | -                    | -                        | -                        | -                        | 1               | -               | -               | 40    | 6     | 7     |
| 2006-2007             | Real Madrid           | Liga                  | 6           | 0           | 0           | 0                     | 0                     | 0                     | -          | -          | -          | -                              | -                              | -                              | -                              | -                    | -                    | -                    | -                        | -                        | -                        | -               | -               | -               | 6     | 0     | 0     |
| 2007-2008             | Real Madrid           | Liga                  | 24          | 0           | 2           | 2                     | 0                     | 0                     | -          | -          | -          | C1                             | 6                              | 0                              | 1                              | -                    | -                    | -                    | -                        | -                        | -                        | -               | -               | -               | 32    | 0     | 3     |
| 2008-2009             | Real Madrid           | Liga                  | 27          | 4           | 3           | 2                     | 0                     | 0                     | -          | -          | -          | C1                             | 5                              | 0                              | 0                              | -                    | -                    | -                    | -                        | -                        | -                        | -               | -               | -               | 34    | 4     | 3     |
| 2009-2010             | Real Madrid           | Liga                  | 35          | 4           | 9           | 2                     | 0                     | 0                     | -          | -          | -          | C1                             | 6                              | 0                              | 0                              | -                    | -                    | -                    | -                        | -                        | -                        | -               | -               | -               | 43    | 4     | 9     |
| 2010-2011             | Real Madrid           | Liga                  | 32          | 3           | 5           | 6                     | 0                     | 1                     | -          | -          | -          | C1                             | 12                             | 2                              | 3                              | -                    | -                    | -                    | -                        | -                        | -                        | -               | -               | -               | 50    | 5     | 9     |
| 2011-2012             | Real Madrid           | Liga                  | 32          | 3           | 5           | 3                     | 0                     | 0                     | 2          | 0          | 0          | C1                             | 7                              | 0                              | 4                              | -                    | -                    | -                    | -                        | -                        | -                        | -               | -               | -               | 44    | 3     | 9     |
| 2012-2013             | Real Madrid           | Liga                  | 14          | 0           | 0           | 1                     | 0                     | 0                     | 2          | 0          | 0          | C1                             | 2                              | 1                              | 1                              | -                    | -                    | -                    | -                        | -                        | -                        | -               | -               | -               | 19    | 1     | 1     |
| 2013-2014             | Real Madrid           | Liga                  | 28          | 1           | 6           | 4                     | 0                     | 0                     | -          | -          | -          | C1                             | 7                              | 1                              | 1                              | -                    | -                    | -                    | -                        | -                        | -                        | -               | -               | -               | 39    | 2     | 7     |
| 2014-2015             | Real Madrid           | Liga                  | 34          | 2           | 7           | 3                     | 1                     | 0                     | 2          | 0          | 0          | C1                             | 11                             | 1                              | 2                              | 1                    | 0                    | 0                    | 2                        | 0                        | 0                        | -               | -               | -               | 53    | 4     | 9     |
| 2015-2016             | Real Madrid           | Liga                  | 30          | 2           | 3           | 0                     | 0                     | 0                     | -          | -          | -          | C1                             | 11                             | 0                              | 1                              | -                    | -                    | -                    | -                        | -                        | -                        | -               | -               | -               | 41    | 2     | 4     |
| 2016-2017             | Real Madrid           | Liga                  | 30          | 2           | 10          | 3                     | 1                     | 1                     | -          | -          | -          | C1                             | 11                             | 0                              | 2                              | 1                    | 0                    | 0                    | 2                        | 0                        | 0                        | -               | -               | -               | 47    | 3     | 13    |
| 2017-2018             | Real Madrid           | Liga                  | 28          | 2           | 6           | 0                     | 0                     | 0                     | 2          | 0          | 1          | C1                             | 11                             | 3                              | 4                              | 1                    | 0                    | 0                    | 2                        | 0                        | 0                        | -               | -               | -               | 44    | 5     | 11    |
| 2018-2019             | Real Madrid           | Liga                  | 23          | 2           | 2           | 4                     | 0                     | 1                     | -          | -          | -          | C1                             | 4                              | 1                              | 1                              | 1                    | 0                    | 0                    | 2                        | 0                        | 2                        | -               | -               | -               | 34    | 3     | 6     |
| 2019-2020             | Real Madrid           | Liga                  | 15          | 1           | 2           | 3                     | 1                     | 0                     | 1          | 0          | 0          | C1                             | 4                              | 0                              | 3                              | -                    | -                    | -                    | -                        | -                        | -                        | -               | -               | -               | 23    | 2     | 5     |
| 2020-2021             | Real Madrid           | Liga                  | 16          | 0           | 2           | 1                     | 0                     | 1                     | 0          | 0          | 0          | C1                             | 2                              | 0                              | 1                              | -                    | -                    | -                    | -                        | -                        | -                        | -               | -               | -               | 19    | 0     | 4     |
| 2021-2022             | Real Madrid           | Liga                  | 12          | 0           | 2           | 2                     | 0                     | 0                     | 1          | 0          | 0          | C1                             | 3                              | 0                              | 0                              | -                    | -                    | -                    | -                        | -                        | -                        | -               | -               | -               | 18    | 0     | 2     |
| Sous-total            | Sous-total            | Sous-total            | 386         | 26          | 64          | 36                    | 3                     | 4                     | 10         | 0          | 1          | -                              | 102                            | 9                              | 24                             | 4                    | 0                    | 0                    | 8                        | 0                        | 2                        | -               | -               | -               | 546   | 38    | 95    |
| 2022-2023             | Olympiakós            | Super League          | 5           | 0           | 0           | 2                     | 3                     | 0                     | -          | -          | -          | C3                             | 3                              | 0                              | 0                              | -                    | -                    | -                    | -                        | -                        | -                        | -               | -               | -               | 10    | 3     | 0     |
| 2023                  | Fluminense            | Brasileirão           | 19          | 1           | 1           | 2                     | 0                     | 0                     | -          | -          | -          | CL                             | 8                              | 0                              | 0                              | -                    | -                    | -                    | 2                        | 0                        | 0                        | 1               | 1               | 0               | 32    | 2     | 1     |
| 2024                  | Fluminense            | Brasileirão           | -           | -           | -           | -                     | -                     | -                     | -          | -          | -          | RS+CL                          | 1+0                            | 0+0                            | 0+0                            | -                    | -                    | -                    | -                        | -                        | -                        | 3               | 0               | 0               | 4     | 0     | 0     |
| Sous-total            | Sous-total            | Sous-total            | 19          | 1           | 1           | 2                     | 0                     | 0                     | -          | -          | -          | -                              | 9                              | 0                              | 0                              | -                    | -                    | -                    | 2                        | 0                        | 0                        | 4               | 1               | 0               | 36    | 2     | 1     |
| Total sur la carrière | Total sur la carrière | Total sur la carrière | 440         | 31          | 72          | 47                    | 8                     | 4                     | 10         | 0          | 1          | -                              | 116                            | 9                              | 24                             | 4                    | 0                    | 0                    | 10                       | 0                        | 2                        | 5               | 1               | 0               | 632   | 49    | 103   |

### En sélection nationale
| Saison                | Sélection             | Phases finales                | Phases finales | Phases finales | Phases finales | Éliminatoires | Éliminatoires | Éliminatoires | Matchs amicaux | Matchs amicaux | Matchs amicaux | Total | Total | Total |
| Saison                | Sélection             | Compétition                   | M              | B              | Pd             | M             | B             | Pd            | M              | B              | Pd             | M     | B     | Pd    |
| --------------------- | --------------------- | ----------------------------- | -------------- | -------------- | -------------- | ------------- | ------------- | ------------- | -------------- | -------------- | -------------- | ----- | ----- | ----- |
| 2006-2007             | Brésil                | Copa América 2007             | -              | -              | -              | -             | -             | -             | 2              | 1              | 0              | 2     | 1     | 0     |
| 2007-2008             | Brésil                | -                             | -              | -              | -              | -             | -             | -             | 1              | 0              | 0              | 1     | 0     | 0     |
| 2008-2009             | Brésil                | Coupe des confédérations 2009 | -              | -              | -              | 1             | 0             | 0             | 2              | 0              | 1              | 3     | 0     | 1     |
| 2009-2010             | Brésil                | Coupe du monde 2010           | -              | -              | -              | 0             | 0             | 0             | 0              | 0              | 0              | 0     | 0     | 0     |
| 2010-2011             | Brésil                | Copa América 2011             | -              | -              | -              | 0             | 0             | 0             | 0              | 0              | 0              | 0     | 0     | 0     |
| 2011-2012             | Brésil                | -                             | -              | -              | -              | -             | -             | -             | 7              | 3              | 1              | 7     | 3     | 1     |
| 2012-2013             | Brésil                | Coupe des confédérations 2013 | 5              | 0              | 1              | -             | -             | -             | 7              | 0              | 2              | 12    | 0     | 3     |
| 2013-2014             | Brésil                | Coupe du monde 2014           | 6              | 0              | 2              | -             | -             | -             | 6              | 0              | 0              | 12    | 0     | 2     |
| 2014-2015             | Brésil                | Copa América 2015             | -              | -              | -              | -             | -             | -             | 2              | 0              | 0              | 2     | 0     | 0     |
| 2015-2016             | Brésil                | Copa América Centenario       | -              | -              | -              | 1             | 0             | 0             | 2              | 0              | 0              | 3     | 0     | 0     |
| 2016-2017             | Brésil                | -                             | -              | -              | -              | 5             | 1             | 2             | -              | -              | -              | 5     | 1     | 2     |
| 2017-2018             | Brésil                | Coupe du monde 2018           | 4              | 0              | 0              | 1             | 0             | 0             | 6              | 1              | 0              | 11    | 1     | 0     |
| Total sur la carrière | Total sur la carrière | Total sur la carrière         | 15             | 0              | 3              | 8             | 1             | 2             | 35             | 5              | 4              | 58    | 6     | 9     |

### Buts internationaux
| Buts internationaux de Marcelo | Buts internationaux de Marcelo | Buts internationaux de Marcelo | Buts internationaux de Marcelo                 | Buts internationaux de Marcelo | Buts internationaux de Marcelo | Buts internationaux de Marcelo | Buts internationaux de Marcelo    |
| 0                              | Sélection                      | Date                           | Lieu                                           | Adversaire                     | Score                          | Résultats                      | Compétitions                      |
| ------------------------------ | ------------------------------ | ------------------------------ | ---------------------------------------------- | ------------------------------ | ------------------------------ | ------------------------------ | --------------------------------- |
| 1                              | 1                              | 5 septembre 2006               | White Hart Lane, Londres, Angleterre           | Pays de Galles                 | 1-0                            | 2-0                            | Match amical                      |
| 2                              | 8                              | 12 octobre 2011                | Estadio Corona, Torreón, Mexique               | Mexique                        | 1-2                            | 1-2                            | Match amical                      |
| 3                              | 9                              | 28 février 2012                | AFG Arena, Saint-Gall, Suisse                  | Bosnie-Herzégovine             | 1-0                            | 2-1                            | Match amical                      |
| 4                              | 11                             | 30 mai 2012                    | FedEx Field, Landover, États-Unis              | États-Unis                     | 1-3                            | 1-4                            | Match amical                      |
| 5                              | 47                             | 27 mars 2017                   | Arena Corinthians, São Paulo, Brésil           | Paraguay                       | 3-0                            | 3-0                            | Éliminatoires Coupe du monde 2018 |
| 6                              | 49                             | 10 novembre 2017               | Stade Pierre-Mauroy, Villeneuve-d'Ascq, France | Japon                          | 2-0                            | 3-1                            | Match amical                      |

## Palmarès

### En club
| Real Madrid (25) : | Fluminense FC (4) : |
| --- | --- |
| - Championnat d'Espagne (6) : - Champion : 2007, 2008, 2012, 2017, 2020 et 2022 - Coupe d'Espagne (2) : - Vainqueur : 2011 et 2014 - Supercoupe d'Espagne (5) : - Vainqueur : 2008, 2012, 2017, 2020 et 2022 - Ligue des champions (5) : - Vainqueur : 2014, 2016, 2017, 2018 et 2022 - Supercoupe de l'UEFA (3) : - Vainqueur : 2014, 2016 et 2017 - Finaliste en 2018 - Coupe du monde des clubs (4) : - Vainqueur : 2014, 2016, 2017 et 2018 | - Championnat de Rio de Janeiro : - Champion : 2005 et 2023 - Copa Libertadores : - Vainqueur : 2023 - Recopa Sudamericana : - Vainqueur : 2024 - Coupe du monde des clubs : - Finaliste : 2023 |

### En équipe nationale
| Brésil -17 ans :                                 | Brésil olympique :                          | Brésil (1) :                                                                   |
| ------------------------------------------------ | ------------------------------------------- | ------------------------------------------------------------------------------ |
| - Coupe du monde des moins de 17 ans - 2e : 2005 | - Jeux olympiques : - 3e : 2008 - 2e : 2012 | - Coupe du monde : - 4e : 2014 - Coupe des Confédérations : - Vainqueur : 2013 |

### Individuel
- Élu meilleur latéral gauche du Championnat du Brésil en 2006
- Membre de l'équipe-type du Championnat d'Espagne en 2011
- Membre de l'équipe type de l'année UEFA en 2011, 2015, 2017
- Membre de l'équipe-type de FIFA/FIFPro World XI en 2012, 2015, 2016, 2017, 2018 et 2019
- Membre de l'équipe-type de la Ligue des champions de l'UEFA en 2011, 2016, 2017 et 2018
- Membre de l'équipe-type de la Coupe du monde 2014

## Vie privée
En 2008, Marcelo épouse Clarice Alves, la sœur de son meilleur ami. Ils ont deux fils : Enzo, né le 16 septembre 2009 et Liam né le 1er septembre 2015.[réf. nécessaire]